# Rote Karte für die Liebe
Rote Karte für die Liebe (Originaltitel: Santa Maradona) ist ein italienischer Film aus dem Jahr 2001. Regie führte Marco Ponti, der auch das Drehbuch schrieb.

## Inhalt
Andrea ist 27, hat die Hochschule im Fach Literatur abgeschlossen und sucht eine Anstellung. Mehrfach abgelehnt, rennt er dennoch enthusiastisch von einem Vorstellungsgespräch zum nächsten. Mit seinem Kumpel Bart teilt er eine Mietwohnung in Turin und die Leidenschaft für Fußball. Bart, das Gegenteil vom Schweiger, aber eher faul, genießt die Bekanntschaft zu Lucia, einem hübschen indisch-neapolitanischen Mädchen, das ihm Einblicke in sein quälend zähes Liebesleben gewährt.
Eines Tages trifft Andrea auf Dolores, in die er sich auf der Stelle leidenschaftlich verliebt. Nachdem er von Dolores’ Affäre mit einem Produzenten erfährt, braucht Andrea den Rat seiner Freunde Bart und Lucia.

## Kritik
Der Filmdienst schreibt, „in schnellem Rhythmus geschnitten, wirft die Komödie ein ironisches Schlaglicht auf die Unfähigkeit einer Generation, ihr eigenes Leben ernst zu nehmen.“

## Bemerkungen
Der Originaltitel des Films ist einem Lied der französischen Gruppe Mano Negra entnommen, vom Album „Casa Babylon“ (1994).
Im Film entwickelt sich ein Wettkampf zwischen Andrea und Bart, der darin besteht, den anderen mit absurden Geschichten zu übertrumpfen, die sie in Zeitungen gelesen haben. Die mehr oder weniger glaubwürdigen Geschichten machen den Film, zusammen mit seinen brillanten Dialogen, äußerst sehenswert.
Im Laufe des Films werden andere Filme zitiert, wie der indische „Mission Kashmir“, Lars von Triers „Europa“ und der berühmte „Butch Cassidy“.

## Soundtrack
- 1. Santa Maradona (Mano Negra)
- 2. Lost (Motel Connection)
- 3. Two (Motel Connection)
- 4. All Over (Motel Connection)
- 5. Fresh 'n Up (Motel Connection)
- 6. Moonflower (Motel Connection)
- 7. DB Volante (Motel Connection)
- 8. V-Brain (Motel Connection)
- 9. The Light of the Morning (Motel Connection)
- 10. Load (Motel Connection)
- 11. The Light of the Morning (microphone mix) (Motel Connection)
- 12. Nuvole Rapide (Subsonica)